# Conus mazei
Conus mazei är en snäckart som beskrevs av Gérard Paul Deshayes 1874. Conus mazei ingår i släktet Conus och familjen kägelsnäckor. Utöver nominatformen finns också underarten C. m. macgintyi.